# Florin Curta
Pour les articles homonymes, voir Curta (homonymie).
Florin Curta, né le 16 janvier 1965, est un historien et archéologue roumano-américain, spécialiste de l'histoire médiévale des Balkans et de l'Europe de l'Est.

## Biographie
Né en Roumanie en 1965, il étudie l'histoire à l'université de Bucarest de 1984 à 1988 puis travaille comme archéologue à l'Institut d'archéologie Vasile Parvan de 1990 à 1993. Il part ensuite aux États-Unis et étudie à l'université de l'Ouest du Michigan, à Kalamazoo, où il obtient son doctorat en 1998,. Depuis 1999, il enseigne l'histoire médiévale et l'archéologie à l'université de Floride à Gainesville.

## Publications sélectives
- The Making of the Slavs : History and Archaeology of the Lower Danube Region, c.500–700, Cambridge University Press, 2001.  (ISBN 0521802024)  (ISBN 9780521802024)
- Southeastern Europe in the Middle Ages, 500–1250, Cambridge University Press, 2006.  (ISBN 0521894522)  (ISBN 9780521802024)
- The Edinburgh History of the Greeks, c.500 to 1050 : The Early Middle Ages, Edinburgh University Press, 2011.  (ISBN 0748638091)  (ISBN 9780748638093)